# Napeogenes duessa
Napeogenes duessa är en fjärilsart som beskrevs av William Chapman Hewitson 1859. Napeogenes duessa ingår i släktet Napeogenes och familjen praktfjärilar. Inga underarter finns listade i Catalogue of Life.

## Bildgalleri

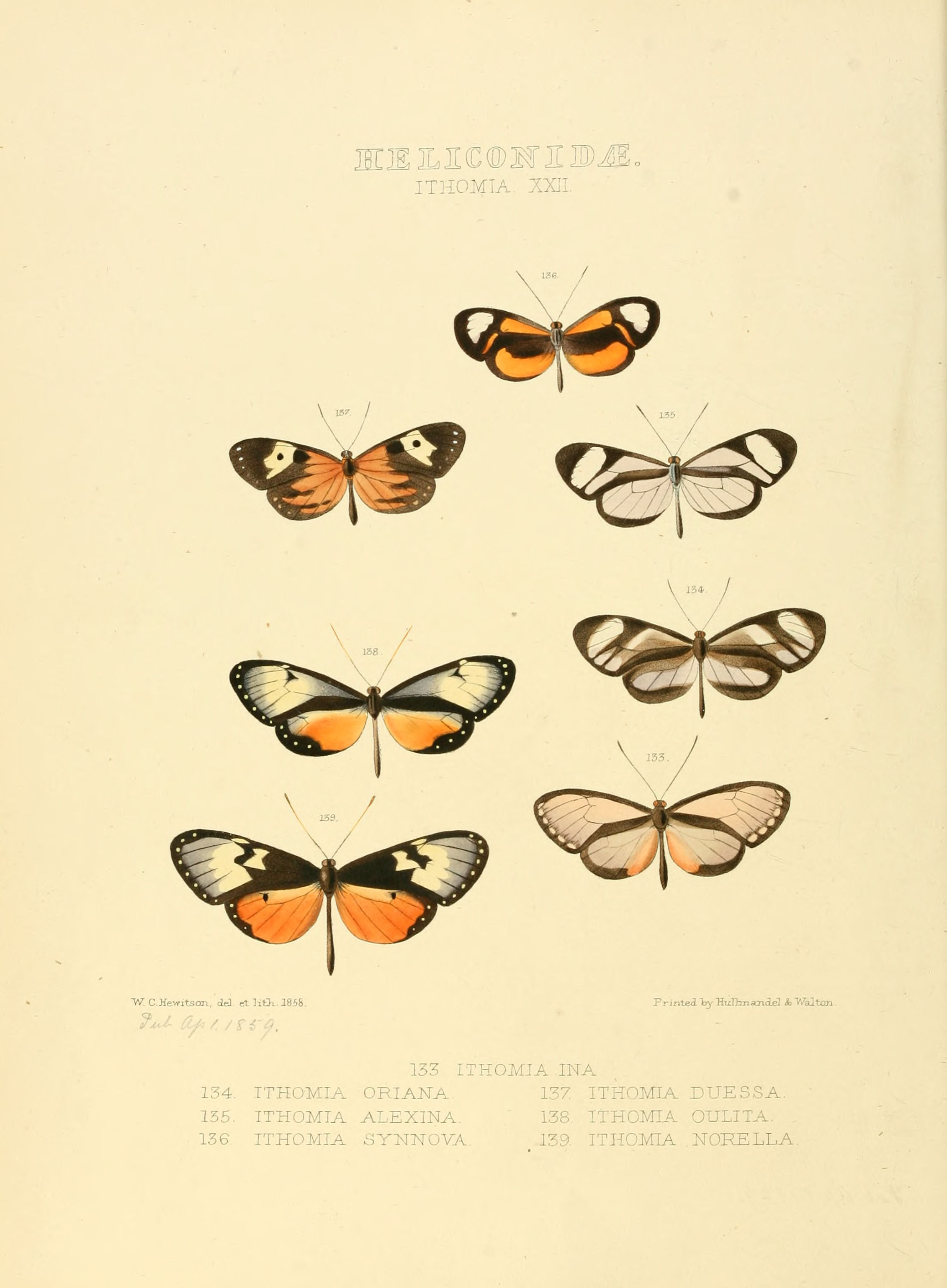